# HMS Perseus (N36)
HMS Perseus (N36) là một  tàu ngầm lớp Parthian được Hải quân Hoàng gia Anh chế tạo vào cuối thập niên 1920. Nó là chiếc tàu chiến thứ năm của Hải quân Anh được đặt cái tên này, theo tên Perseus, một nhân vật trong thần thoại Hy Lạp. Nhập biên chế năm 1930, nó được phái sang phục vụ tại Viễn Đông cho đến khi Chiến tranh Thế giới thứ hai bùng nổ, và được điều về tăng cường cho lực lượng tại Địa Trung Hải khi Ý tuyên chiến với Pháp. Trong một chuyến tuần tra trong biển Ionian, Perseus bị mất do trúng thủy lôi gần đảo Cephalonia, Hy Lạp vào ngày 6 tháng 12, 1941.

## Thiết kế và chế tạo

### Thiết kế
Lớp Parthian được chế tạo với một thiết kế cải tiến hơn so với  lớp Odin; có mũi tàu dốc nghiêng và tăng cường tấm chắn cho khẩu hải pháo trên boong. Lớp này vẫn tồn tại một khiếm khuyết có từ lớp Odin, nơi các thùng nhiên liệu hình yên ngựa được ghép vào vỏ tàu bằng đinh tán dễ bị rò rỉ, khiến dầu diesel nổi lên và làm lộ vị trí của tàu ngầm.
Những chiếc lớp Parthian có chiều dài chung 289 ft (88 m), mạn tàu rộng 28 ft (8,5 m) và mớn nước sâu 13 ft 8 in (4,17 m). Nó có trọng lượng choán nước 1.475 tấn Anh (1.499 t) khi nổi và 2.040 tấn Anh (2.073 t) khi lặn. Con tàu được vận hành bằng hai động cơ diesel Admiralty 8-xy lanh công suất 4.640 bhp (3.460 kW) cùng hai động cơ điện công suất 1.635 shp (1.219 kW),  mỗi chiếc dẫn động một trục chân vịt. Nó đạt được tốc độ tối đa 17,5 kn (32,4 km/h) trên mặt nước và 9 kn (17 km/h) khi di chuyển ngầm.
Lớp Parthian có thủy thủ đoàn đầy đủ 53 người. Con tàu trang bị một hải pháo QF 4-inch/40 Mk IV, hai súng máy Lewis, cùng tám ống phóng ngư lôi 533 milimét (21,0 in), gồm sáu ống trước mũi và hai ống phía đuôi, và mang theo tổng cộng 24 ngư lôi. Parthian là lớp tàu ngầm Anh đầu tiên được trang bị ngư lôi 21 in (530 mm) Mark VIII.

### Chế tạo
Perseus được đặt hàng vào ngày 7 tháng 2, 1928, và được đặt lườn tại xưởng tàu của hãng Vickers-Armstrongs tại Barrow-in-Furness vào ngày 2 tháng 7, 1928. Nó được hạ thủy vào ngày 22 tháng 5, 1929 và nhập biên chế cùng Hải quân Hoàng gia Anh vào ngày 15 tháng 4, 1930.

## Lịch sử hoạt động

### 1931 - 1939
Sau khi nhập biên chế, Perseus được phái sang Viễn Đông và đã phục vụ tại Trạm Trung Hoa từ năm 1931 đến năm 1940, hoạt động từ các căn cứ Hong Kong và Singapore.

### 1940
Sau khi Chiến tranh Thế giới thứ hai bùng nổ, nó được phái sang tăng cường cho lực lượng tại Địa Trung Hải, và đã khởi hành từ Hong Kong vào ngày 18 tháng 6, 1940; lần lượt đi ngang qua Singapore; Colombo, Ceylon; Aden và kênh đào Suez trước khi đi đến Alexandria, Ai Cập vào ngày 3 tháng 8, nơi nó gia nhập Chi hạm đội tàu ngầm 1. Chiếc tàu ngầm bắt đầu hoạt động tuần tra trong Địa Trung Hải từ các căn cứ Alexandria và Malta.
Vào ngày 26 tháng 8, Perseus đã phóng bốn quả ngư lôi tấn công tàu buôn Ý Filippo Grimani 3.431 GRT ở vị trí ngoài khơi Durazzo, Albania, nhưng không trúng đích. Sau đó chiếc tàu ngầm trải qua một đợt đại tu trong ụ tàu tại Malta từ ngày 17 tháng 10, 1940 đến ngày 4 tháng 5, 1941.

### 1941
Trong một chuyến tuần tra trong biển Aegean, vào ngày 5 tháng 9, 1941, Perseus đã phóng ngư lôi đánh chìm tàu chở dầu Ý Maya 3.867 GRT ở vị trí về phía Nam đảo Tenedos, Thổ Nhĩ Kỳ, tại tọa độ 39°43′B 25°57′Đ / 39,717°B 25,95°Đ.  Trong chuyến tuần tra tiếp theo trong vịnh Sidra, Libya, vào ngày 2 tháng 10, chiếc tàu ngầm đã phóng ngư lôi đánh chìm tàu buôn Đức Castellon 2.086 GRT ở vị trí khoảng 50 nmi (93 km) về phía Tây Bắc Benghazi, tại tọa độ 32°30′B 19°09′Đ / 32,5°B 19,15°Đ. Nó cũng tấn công tàu buôn Đức Savona 2.120 GRT trong đợt này nhưng không trúng đích.
Vào ngày 4 tháng 12, Perseus đã phóng ngư lôi đánh chìm tàu buôn Ý Eridano 3.586 GRT ở vị trí cách mũi Dukato thuộc đảo Lefkada, Hy Lạp 6 nmi (11 km). Chỉ hai ngày sau đó, 4 tháng 12, 1941, Perseus trúng thủy lôi gần đảo Cephalonia, khoảng 7 mi (11 km) về phía Bắc đảo Zakinthos trong biển Ionian, tại tọa độ 37°54′B 20°54′Đ / 37,9°B 20,9°Đ. John Capes là hành khách duy nhất trong tổng số 61 người trên tàu sống sót. Anh sử dụng thiết bị thoát hiểm ngầm Davis, cùng ba người khác thoát ra qua cửa nắp phòng động cơ, và trồi lên mặt biển; nhưng chỉ duy nhất còn lại John Capes sau khi bơi suốt 5 mi (8,0 km) đến đảo Cephalonia. Anh được người dân trên đảo che dấu trong suốt 18 tháng trước khi được đưa đến Smyrna, Thổ Nhĩ Kỳ.

## Khám phá xác tàu đắm
Vào năm 1997, một đội thợ lặn do Kostas Thoctarides dẫn đầu đã tìm thấy và khảo sát xác tàu đắm của Perseus ở độ sâu 52 m (171 ft). Xác tàu nằm dưới đáy biển và nghiêng sang mạn trái, với hư hại duy nhất là vết nứt bên mạn trái mũi tàu do vụ nổ của quả thủy lôi; phần còn lại của con tàu hầu như nguyên vẹn, và cửa nắp thoát hiểm phòng động cơ được mở. Một dây neo thủy lôi của Ý được tìm thấy gần xác tàu, hầu như là nguyên nhân của việc con tàu bị đắm, cho dù không thể khẳng định chắc chắn lý do đắm tàu.
Một bia tưởng niệm Perseus được đặt trên đảo Cephalonia vào ngày 20 tháng 5, 2000. 